# The Soundhouse Tapes
The Soundhouse Tapes – debiutancki minialbum brytyjskiego zespołu heavymetalowego Iron Maiden.
Album został nagrany w ciągu jednej 24-godzinnej sesji w Spaceward Studios w Cambrigde 31 grudnia 1978. Data ta została wybrana ze względu na niskie (z powodu świętowania nocy sylwestrowej) koszty wynajęcia studia.
The Soundhouse Tapes zawiera trzy utwory: "Prowler", "Invasion" i "Iron Maiden". Dwa z nich ("Prowler" i "Iron Maiden") zostały potem wykorzystane na debiutanckim albumie grupy. Grupa nagrała także czwarty utwór – "Strange World", lecz nie został on zamieszczony na płycie ze względu na niską jakość nagrania.
Wydany 9 listopada 1979 przez niezależną wytwórnię Rock Hard Records album odniósł sukces – pięciotysięczny nakład został wyczerpany w ciągu kilku dni sprzedaży wysyłkowej.
Tytuł krążka został zaczerpnięty z nazwy klubu Neala Kaya – The Soundhouse Bandwagon. Kay, popularny wówczas w Londynie DJ, ułatwiający artystom korzystanie ze Spaceward Studios, sporządził także komentarz zamieszczony na okładce płyty.

## Lista utworów
1. "Iron Maiden" (muz. i sł. Steve Harris) - 4:01
2. "Invasion" (muz. i sł. Steve Harris) - 3:07
3. "Prowler" (muz. i sł. Steve Harris) - 4:20

## Twórcy
- Paul Di’Anno – śpiew
- Dave Murray – gitara
- Steve Harris – gitara basowa
- Doug Sampson – perkusja

- Mike Kemp – inżynier nagrania
- Neal Kay – notka na okładce